# エルニーニョ・南方振動

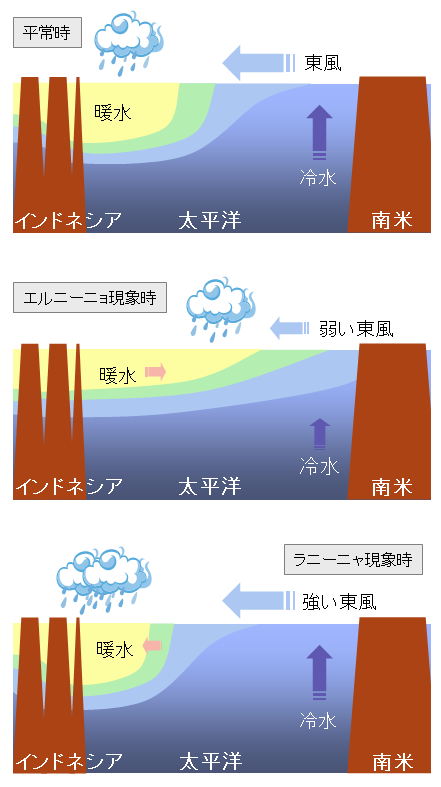
エルニーニョ・ラニーニャ現象に伴う太平洋熱帯域の大気と海洋の変動

エルニーニョ・南方振動（エルニーニョ・なんぽうしんどう、英語: El Niño-Southern Oscillation、ENSO、エンソ）とは、大気ではインドネシア付近と南太平洋東部で海面の気圧がシーソーのように連動して変化し（片方の気圧が平年より高いと、もう片方が低くなる傾向にある）、海洋では赤道太平洋の海面水温や海流などが変動する、各々の相が数か月から数十か月の持続期間を持つ地球規模での自然現象の総称である。
大気に着目した場合には「南方振動」、海洋に着目した場合には「エルニーニョ現象」と呼ぶことができる。エルニーニョ現象と南方振動は当初は別々に議論されていたが、研究が進むにつれて両者が強く関係していることが明らかになり、「エルニーニョ・南方振動（ENSO）」という言葉が生まれた。ENSOは、大気と海洋が密接に連動した現象（大気海洋相互作用）の代表であるとともに、それが世界的な天候変化に波及するテレコネクションの代表でもある。
現在学術的には、この一連の変動現象を「エルニーニョ・南方振動（ENSO）」とし、その振れ幅の両端にあたるのが、太平洋赤道域東部の海水温が上昇する「エルニーニョ現象」、およびその正反対で太平洋赤道域東部の海水温が低下する「ラニーニャ現象」、とする考え方が一般的である。

## 概要

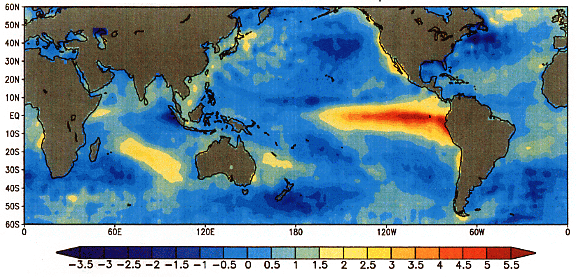
直近の強いエルニーニョの観測された1997年12月の海面温度。東太平洋の赤道付近の海水温が平年より5以上上昇しているのがわかる。

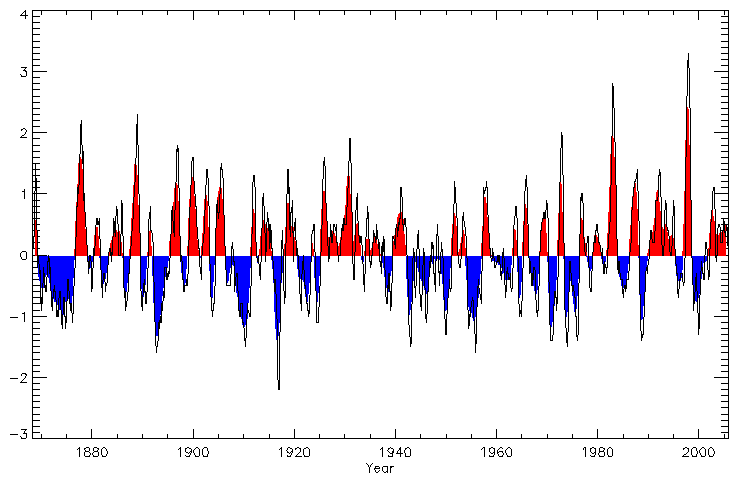
気象庁の観測と推計による、1868年以降の北緯4度 - 南緯4度から西経90度 - 西経150度（NINO.3とほぼ同じ）海域の表面海水温の変化。赤はエルニーニョ、青はラニーニャ。

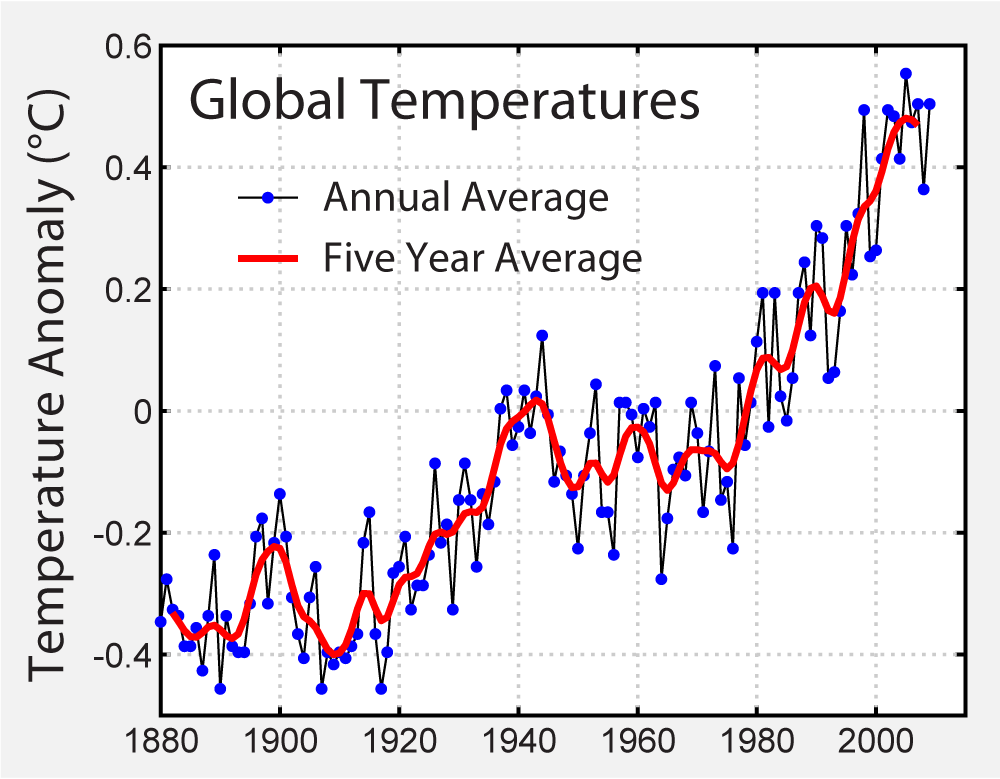
近年の地上平均気温の推移。エルニーニョ/ラニーニャとの関連性については、意見が分かれている。

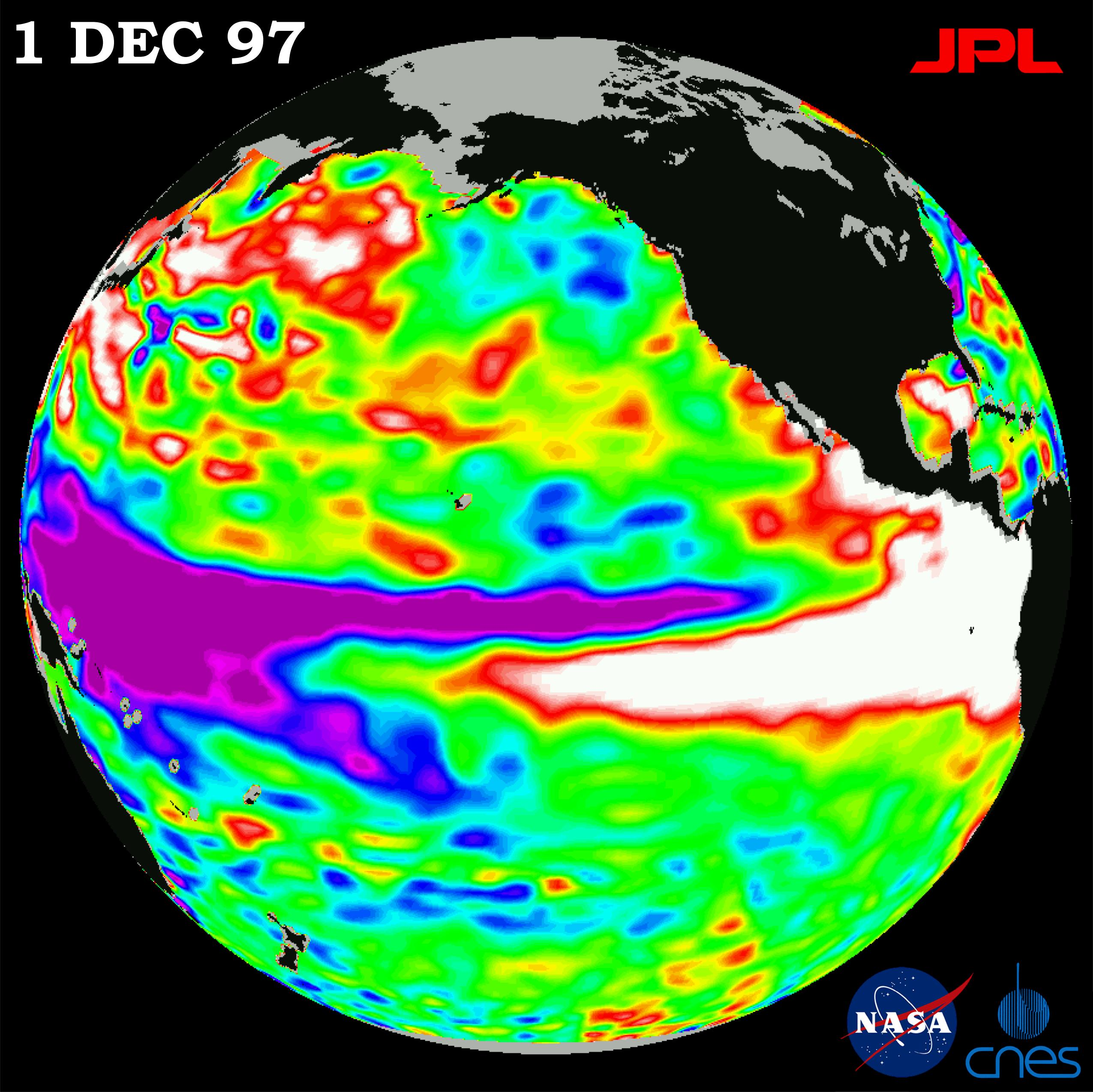
米国/フランスTOPEX /ポセイドン衛星が撮影した海面の高さの測定値を用いて作成された画像。この画像では、白、赤の領域は、蓄熱の異常なパターンを示している。

### エルニーニョ
エルニーニョ現象（スペイン語: El Niño event）とは、中部・東部太平洋の赤道付近において海水温が1年以上にわたって上昇する現象のことである。
「エルニーニョ（El Niño）」というのはもともと、南米のペルーとエクアドルの国境付近の海域で毎年12月頃に発生する海水温の上昇現象を指していた。地元の漁業民の間では、この時期がちょうどクリスマスの頃であることから、スペイン語で神の御子イエス・キリストを意味する「エルニーニョ（El Niño）」と呼ばれた。この海域では通常は寒流ペルー海流の影響で海水温が低いものの、クリスマスの時季では暖流赤道反流の南下の影響で海水温が上昇している。
1950年代以降になると、数年に一度、この海水温の上昇現象が3月以降も継続し、かつ太平洋の広範囲に影響を及ぼすことが判明した。これを「エルニーニョ現象（El Niño event）」とよぶ。
太平洋では通常貿易風（東風）が吹いており、これにより赤道上で暖められた海水が太平洋西部に寄せられるが、代わって太平洋東部には冷たい海水が湧き上がり、これを湧昇流という。エルニーニョが発生するとこの暖かい海水を押し流す貿易風が弱まり、暖かい海水が東太平洋に戻るようになり、海水温度が上がる。
エルニーニョ現象が発生した際には、東太平洋赤道域の海水温が平年に比べて1 - 2°C前後上昇する。時に大幅な上昇を示すこともあり、1997年 - 1998年にかけて発生した20世紀最大規模のエルニーニョでは、エルニーニョ監視海域において最大で3.6°C上昇した。
エルニーニョに伴う海水温の変化はまずその海域の大気の温度に影響を及ぼし、それが気圧変化となって現れ大気の流れを変えて、天候を変えてという具合にして世界中に波及する。大気と海洋が密接に関連して発生する現象を大気・海洋相互作用、ある地点の気圧や温度などが遠隔地間で協調しながら変化する現象をテレコネクションという。
具体的には海水温の「西低東高」が気温の「西低東高」、さらには気圧の「西高東低」を引き起こすことでウォーカー循環と呼ばれる従来の赤道付近の大気の循環を変化させてしまう。これがロスビー波の伝播、赤道偏東風ジェット気流や亜熱帯ジェット気流（Js）の流路変化などによってドミノ式に低緯度・中緯度・高緯度へと波及し特有の気圧の変動を起こす。気圧の変化は湿・乾・暖・寒さまざまな性質を持った各地の大気の流れを変化させ、通常とは異なる大気の流れによって異常気象が起こる。
中緯度の日本においても夏は梅雨が長引き冷夏、冬は西高東低の気圧配置が安定せず暖冬となる傾向がある。

#### エルニーニョ現象の過程
1. 何らかの原因（波動伝播、西風バーストなど）で、太平洋を流れる赤道海流が弱まる。
2. 海流が弱まったせいで暖水が西太平洋へ集まるスピードが弱まり、西太平洋で暖水域が広がり中部太平洋にまで暖水が広がる。
3. 海水温上昇により中部太平洋の気圧が下がり、西風バーストの強化・東進が促される。
4. 暖水が東太平洋にまで広がり東部赤道域の海面水温が低下し、それに対応して東太平洋の気圧が下がる。
5. 西太平洋に向かう貿易風が弱まるなどして気圧の変化が世界中に波及し、異常気象を発生させる。
6. 何らかの原因（赤道波の伝播、暖水の南北移動など）で太平洋を流れる赤道海流が強まり、海水温が平常の状態に戻る。
7. 平常状態となった、気圧変化が世界中に波及し、異常気象も収まる。

### ラニーニャ
ラニーニャ現象（スペイン語: La Niña）は、エルニーニョ現象と逆に東太平洋の赤道付近で海水温が低下する現象。
ラニーニャはスペイン語で「女の子」の意味である。「エルニーニョ（El Niño）」の反対ということで「アンチエルニーニョ（Anti-El Niño）」と呼ばれていたこともあるが「反キリスト者」の意味にもとれるため、男の子の反対で「女の子（La Niña）」と呼ばれるようになった。
東太平洋赤道域は平年でも、同じ赤道域の西太平洋や大西洋などに比べて海水温は低い。ラニーニャの時は、東太平洋赤道域で冷たい海水の湧昇が強くなって水温が低下するとともに、サーモクライン（水温躍層）の浅い冷水海域が赤道に沿って西に拡大し、東西の温度差がさらに大きくなる。
エルニーニョと同様に、世界中に波及して異常気象の原因となる。その性質上、エルニーニョ時と正反対の異常気象になる場合がある。例えば、エルニーニョで大雨となるアマゾンではラニーニャの時は少雨・干ばつとなる。これは発生域である太平洋赤道域では顕著だが、そのほかの地域では当てはまらない場合も多い。エルニーニョが終息した反動で発生するケースもある。
エルニーニョとラニーニャは表と裏の関係はあるものの、いくつかの違いがある。それは以下の通りである。
- 力学的なメカニズムにより、ラニーニャによる海水温の低下はエルニーニョによる海水温の上昇ほど強くならない。
- エルニーニョの次の年にはラニーニャが現れることが多いのに対し、ラニーニャは長期に渡って（2 - 3年）持続することが多い。

### 総論
エルニーニョ現象とラニーニャ現象はお互いにコインの表と裏のような密接な関係にあり、切り離して考えることはできない現象である。この海域の海水温や気圧の変動に関する研究が進むにつれ、エルニーニョやラニーニャは海洋と大気の相互作用によって起こることが明らかにされた。相互作用とは、太平洋の赤道付近の大気や海洋にはエルニーニョ・南方振動（ENSO）と呼ばれる一種の連動システムがあるとする考え方で、エルニーニョやラニーニャは常に変動を繰り返しているこのシステムの中で起こる現象とされる。
エルニーニョ・ラニーニャそれぞれの発生例を見ると、近年はそれぞれ約4年ごとに発生し、一度発生すると1年から1年半持続している。エルニーニョとラニーニャは交互に発生することが多い。ただし間隔を置いて発生したり、続けて2度以上発生したりすることもある。交互に発生するメカニズムとして、1980年代後半以降に遅延振動子理論（delayed-action oscillator theory）などの仮説がいくつか提案され観測データ解析などによって検証が行われている。
エルニーニョ・ラニーニャ現象の世界共通の定義はなく、各気象機関などが定めた複数の定義が存在する。その中でも、日本の気象庁と米国海洋大気局の定義が各国の研究者で学術的に広く使われている。
ちなみにエルニーニョやラニーニャが発生していない平常時の状態を「何も無い」という意味のスペイン語、ラナーダ（La Nada）と表現することもある。ただし、これはスペイン語圏においてもほとんど使われておらず、日本でも耳にすることは多くない。
エルニーニョ・ラニーニャは、数週間から数か月先の天候を予測する長期予報において大きな撹乱原因となる。猛暑の予想にもかかわらず一転して冷夏となるといった大きな予想の外れを生む原因であるため、この予測は予報精度の向上に不可欠であるとされる。

## 発生の根本的な原因
海水温や気圧の異常を引き起こす根本的な原因を突き止めようと研究が行われているが、根本的な原因は未だに詳しく解明されていない。しかし、一部分については解明されてきている。
まずエルニーニョの場合、海水温の異常が発生する数か月前に東から西に流れる赤道海流（北赤道海流と南赤道海流）が弱まったり反転したりする現象が観測されている。これは、何らかの原因によって海流に変化が起きたことによるものと考えられている。また反転の後、西太平洋の低緯度地方（フィリピン付近など）で急激に西風が強まる現象（西風バースト）が観測されたことがあるがこれは赤道海流の変化によって海水温が変化し、これが大気に伝わり気圧の変動を起こしていく過程で発生するものと考えられている。しかし、赤道海流と西風バーストはどちらが原因でどちらが結果であると断定できるものではない。これは両者が海洋大気相互作用現象で密接に関係しているためであり、解明が非常に困難である。
また最近の研究によれば、月の潮汐力の変化と関連があるのではないかとの指摘がなされている。これは月の潮汐力が熱塩循環にも影響を与えるためではないかと言われている。モデル等においてもENSOやそれに伴う気象変化を高精度で再現して原因を究明する動きがあるが、いずれにしても根本的な原因は確定していないのが現状である。
他方、地球温暖化とエルニーニョ・ラニーニャの関連性については科学的にも社会的にも関心は高い。気候モデルによるIPCCの予測、気象庁をはじめとした各研究機関の予測のいずれにおいても、平均的に太平洋赤道域東部の海水温はわずかに上昇し、エルニーニョのような海水温異常が強まるという予測が多い。また一般的な認識においても、地球温暖化によってエルニーニョが増えたり強まったりするという考えが多い。ただ、気候モデルによる予測では「エルニーニョが強まる・増えるだろう」という大体のことは分かっても「強まる・増える」と断定できるほど確実なレベルには達していない。エルニーニョの原因がはっきりと解明されていないことや（解像度が低いため）モデルが再現できない小規模な気象がまだあるということ、エルニーニョなどの現象に対してモデルの再現性がまだよくないことなどが原因として挙げられている。また研究者の間でも、過去数十年間の太平洋赤道域東部の海水温の変化傾向は地球温暖化が関係しているという意見と自然変動であるという意見に分かれている。結論として、今の段階ではモデルの予測に基づいても「エルニーニョが強まる・増える」とは断定できず地球温暖化との関連については「関連している可能性がある」程度にとどまっている。
なお「エルニーニョは地球温暖化によって起こる」という考えも見受けられるが、推測の域を出ない。
一方、「地球温暖化は（人間の活動ではなく）主にエルニーニョによって起こる」という主張は誤りである。

## 過去のエルニーニョ/ラニーニャ
赤い部分がエルニーニョの起きた時期（1900年 - 2022年）
| 期間 | El/La                                                                        | 天候異常の例 |
| --- | ---------------------------------------------------------------------------- | --- |
| 1949年夏 - 1950年夏                                                                                         | ラニーニャ                                                                   | |
| 1951年春 - 1951/1952年冬                                                                                    | エルニーニョ                                                                 | |
| 1953年春 - 1953/1954年冬 1953年の夏は冷夏であり、1954年の冬は北海道を除き暖冬、南鳥島では真夏日寸前だった。 | エルニーニョ                                                                 | |
| 1954年春 - 1955/1956年冬                                                                                    | ラニーニャ                                                                   | 日本で冷夏(1954年の夏は8月を除いて1993年を超える大規模な大冷夏)。ただし、1955年は猛暑で、1950年代では高温な夏、秋は寒秋。1956年は全国的(特に東日本や北日本)に冷夏で秋は北日本を除いて寒秋 |
| 1957年春 - 1958年春                                                                                         | エルニーニョ                                                                 | 北・東日本を中心とした暖冬。 |
| 1962年冬 - 1963年春                                                                                         | ラニーニャ                                                                   | 北米、欧州、日本を含む東アジアで大寒波（特に日本では記録的な豪雪（昭和38年豪雪）） |
| 1963年夏 - 1963/1964年冬                                                                                    | エルニーニョ                                                                 | |
| 1964年春 - 1964/1965年冬                                                                                    | ラニーニャ                                                                   | |
| 1965年春 - 1965/1966年冬                                                                                    | エルニーニョ 1966年の冬全体では並冬だったが、2月のみ暖冬                     | |
| 1967年秋 - 1968年春                                                                                         | ラニーニャ                                                                   | |
| 1968年秋 - 1969/1970年冬                                                                                    | エルニーニョ 1969年は、暖冬冷夏であったが、1970年冬は寒冬だった。            | |
| 1970年春 - 1971/1972年冬                                                                                    | ラニーニャ                                                                   | 夏は冷夏、1972年の冬は暖冬だった。 |
| 1972年春 - 1973年春                                                                                         | エルニーニョ                                                                 | 秋は並秋で、冬は前年同様暖冬だった。 |
| 1973年夏 - 1974年春                                                                                         | ラニーニャ 1973年の夏は奄美沖縄を除いて高温傾向だったが6月は梅雨寒であった。 | |
| 1975年春 - 1976年春                                                                                         | ラニーニャ 1973年の夏は奄美沖縄を除いて高温傾向だったが6月は梅雨寒であった。 | |
| 1976年夏 - 1977年春                                                                                         | エルニーニョ                                                                 | 日本で夏は大冷夏だが、冬は大寒冬 1977年2月に沖縄県で霙を観測 |
| 1982年春 - 1983年夏                                                                                         | エルニーニョ                                                                 | 日本で春は暖春・夏は冷夏（1983年の8月〈ただし関東以北は除外〉を除く）、秋は暖秋（11月のみ）、冬は並冬。 |
| 1983年秋 - 1984年春                                                                                         | ラニーニャ                                                                   | 日本で寒冬・寒春（この寒さは1984年の5月上旬まで続いた） |
| 1984年夏 - 1985年秋                                                                                         | ラニーニャ                                                                   | 12月下旬から1月を中心とする寒冬 |
| 1986年秋 - 1987/1988年冬                                                                                    | エルニーニョ                                                                 | 北日本を除く全国で暖冬・少雪 |
| 1988年春 - 1989年春                                                                                         | ラニーニャ                                                                   | 夏は冷夏、冬は大暖冬で全国的に記録的な少雪 |
| 1991年春 - 1992年夏                                                                                         | エルニーニョ                                                                 | 日本で暖冬・猛暑。ただし、1992年は暖冬・冷夏 |
| 1993年夏 - 1993/1994年冬                                                                                    | エルニーニョ                                                                 | 日本で大冷夏（この時、日本の稲作はほとんどの地域で不作となった（1993年米騒動））・暖冬あるいは並冬 |
| 1995年夏 - 1996年冬                                                                                         | ラニーニャ                                                                   | 日本で1994年に過去最高・観測史上1位の猛暑・暖秋(奄美沖縄除く)。1996年は北海道を除く寒冬・寒春 |
| 1997年春 - 1998年春                                                                                         | エルニーニョ                                                                 | 奄美沖縄は超暖冬、東日本、西日本で大暖冬、北海道で寒冬、欧州東部で洪水、北米で豪雨、東南アジアで少雨、全世界で高温 |
| 1998年夏 - 2000年春                                                                                         | ラニーニャ                                                                   | 暖冬（北日本のみ並冬）、1999年の東日本 - 北日本で猛暑と暖秋、中国で旱魃、インドネシアで大雨、欧州で寒波 |
| 2002年夏 - 2002/2003年冬                                                                                    | エルニーニョ                                                                 | 東・東南アジア・欧州で大雨、インドで低温、インド・豪東部で干ばつ、北日本で寒冬、東・西日本で平冬、南西諸島で暖冬 |
| 2005年秋 - 2006年春                                                                                         | ラニーニャ                                                                   | パキスタン・インド・モンゴルで少雨、欧州・東アジアで低温・寒波、北米で多雨、日本で大寒波（2月後半除く）・大豪雪（平成18年豪雪） |
| 2006年夏 - 2007年春                                                                                         | エルニーニョ                                                                 | （5か月間NINO.3の基準値を0.5°C以上上回った）豪で干ばつ、ボリビア・ペルー・東アフリカで洪水、日本で1949年と並ぶ大暖冬 |
| 2007年春 - 2008年春                                                                                         | ラニーニャ                                                                   | 西日本 - 北日本の日本海側で8月を中心に猛暑・暖秋・寒波、北米で干ばつ、中国で大雪、欧州で寒波、2008年の冬は並冬、2月のみ寒冬 |
| 2009年夏 - 2010年春                                                                                         | エルニーニョ                                                                 | アジア全土で多雨、西日本で長期的な豪雨（平成21年7月中国・九州北部豪雨、平成21年台風第8号、平成21年台風第9号）、夏は南西諸島で猛暑の他は平年並みか冷夏。9月は北・東日本で寒秋。欧州・北米・中国・韓国・インドで記録的な大寒波。日本では全国的な平均気温は高く気象庁は暖冬だったと発表したが、西日本 - 北日本で一時的に強い寒波、北日本では寒春など寒暖差が大きかった。一方冬季オリンピックが開催されたバンクーバーではサクラが咲いていた。 |
| 2010年夏 - 2011年春                                                                                         | ラニーニャ                                                                   | 21世紀日本で観測史上1位の猛暑、9月を中心とした暖秋。熱中症による死亡多数。 |
| 2011年秋 - 2012年冬                                                                                         | ラニーニャ                                                                   | 秋は全国的に記録的暖秋、冬は奄美沖縄を除けば1984年のような大寒冬 |
| 2014年夏 - 2016年春                                                                                         | エルニーニョ                                                                 | 2014年の夏は西日本を中心に冷夏。8月を中心とした集中豪雨が発生した。秋は西日本 - 北日本で平年並み、および12月 - 翌年（2015年）の1月上旬までを中心とした寒波 スリランカで長期的な大雨 2015年夏は南西諸島を除き6月のみ冷夏、7月後半から8月上旬は記録的猛暑だった。しかし、8月（立秋以降）は冷夏だった（全体的に見ると西日本が冷夏である）。北海道、および東日本 - 西日本で8月 - 9月を中心とした長期的な豪雨（例：平成27年9月関東・東北豪雨（主に栃木県・茨城県・宮城県）など）、北海道を除く北日本で平年より10日 - 14日以上遅い初雪・初冠雪、沖縄では12月に長期的な夏日を観測した 12月は日本国内のみならず、国外の多くで北半球最大規模の大暖冬となった。しかし2016年1月下旬には一転して西日本を中心とした大寒波が襲来、また鹿児島県の奄美大島では1901年以来115年ぶりの降雪、沖縄県では1977年2月以来39年ぶりの霙をそれぞれ観測し、更に北米・東アジア・欧州では大寒波が襲来した |
| 2016年夏 - 2017年春                                                                                         | ラニーニャ                                                                   | 北海道を中心とした8月の長期的な大雨・豪雨 1951年に気象庁が統計を取り始めて以来、初めて東北地方の太平洋側に台風が上陸した（平成28年台風第10号） また北日本では平年より7日 - 10日早い初雪・初冠雪を観測し、関東甲信越では2016年11月に初雪・初冠雪を観測した（関東甲信越で11月に初雪・初冠雪が観測されたのは1962年11月以来、54年ぶりとなる） このほか、2017年1月中旬と2月中旬、3月上旬は日本国内（平成29年の大雪）のみならず、国外の多くで10数年に1度の北半球最大規模の大寒波が襲来した。 |
| 2017年秋 - 2018年春                                                                                         | ラニーニャ                                                                   | 日本でこの冬（2017年12月 - 2018年2月）の平均気温は約1°C程度低かった。そして冬の積雪は平年よりかなり多く（平成30年の大雪）、全国規模で寒冬となった。 |
| 2018年秋 - 2019年夏                                                                                         | エルニーニョ                                                                 | 2018年9月4日に近畿地方にかなり台風が接近して危険な暴風となった（平成30年台風第21号）。9月7日 - 9月10日10日は秋雨前線が近づいて西日本では断続的に雨が降り続いた。冬はほぼ全国的に暖冬で、南西諸島は記録的暖冬、西日本や東日本でも顕著な暖冬となり、西日本の日本海側は記録的少雪となった 2019年5月 - 7月は北日本を中心に記録的な長期高温・長期日照・長期少雨となった。7月中旬までは冷夏傾向だったが、2019年8月は平年並みか平年より高い夏だった。6月は南米で大量の雹が局地的に降り、欧州で長期的な異常高温になるなど異常気象が発生した。 |
| 2020年夏 - 2021年春                                                                                         | ラニーニャ                                                                   | 2020年初冬より日本国内を中心に、数年に1度の最大規模の大寒波が襲来し（奄美沖縄を除く）、12月14日から21日までの7日間の総降雪量が200センチ（2メートル）を超えた地点が数地点と、主に東日本と北日本の各日本海側、および山陰地方と九州北部の長崎を中心に記録的な大雪を観測した（令和3年の大雪）。特に2021年1月から2月中旬にかけて日本では北日本、および西日本の各日本海側を中心に、2006年1月 - 2月当時を上回る記録的な大厳冬となった（しかし2月後半は暖冬傾向だった）。 2021年1月上旬には日本のみならず、中国や韓国などの東アジアや一部の北米、欧州でも数年に1度の最大規模の大寒波が襲来し、特にスペインの首都マドリードでは半世紀（50年）ぶりの大雪となった。 |
| 2021年秋 - 2022/2023年冬                                                                                    | ラニーニャ                                                                   | 2022年1月上旬には日本（令和4年の大雪）のみならず、パキスタンでも記録的な大雪となった。 また、2022年12月には北米で大寒波が襲来し、記録的な大雪となった。また、日本（令和5年の大雪）でも記録的大雪が多発していた。特に東海地方の津と四国太平洋側の高知では10cmを超える記録的な大雪であった。 |
| 2023年春 - 2024年春                                                                                         | エルニーニョ                                                                 | 九州、および東北北部、北海道を中心とした記録的な大雨・豪雨（2023年6月下旬 - 7月中旬） 沖縄と南西諸島を除く日本列島のほとんどで記録的・長期的な猛暑（2023年7月下旬 - 10月中旬） 日本列島全域で記録的・長期的な暖冬（2023年12月 - 2024年2月）となった一方、北米大陸と（日本を除く）ユーラシア大陸においては数年に1度の最大規模の大寒波（2024年1月 - 2月）が襲来した。 |

※季節は気象庁が定義する「北半球の季節」による区分（春：3 - 5月、夏：6 - 8月、秋：9 - 11月、冬：12 - 2月）。

※発生有無の基準は経緯度1度四方精度の1891年からの表面海水温（SST）月平均値を基礎データとし対象となる月の前年までの30年間の月平均海水温を「基準値」としてNINO.3（後述）海域において基準値と対象月の5か月移動平均値を比較し基準値を0.5°C以上上回った状態が6か月以上続いた場合「エルニーニョ」、基準値を0.5°C以上下回った状態が6か月以上続いた場合「ラニーニャ」としている（期間が太字のもの）。
定義に満たなかった場合でも海水温が上昇・低下し、エルニーニョ・ラニーニャのような異常気象が発生した事例もいくつかある（文字の太さが普通のもの）。

### 古い時代のエルニーニョ
（オーストラリア国立大学グロウブ博士、Nature、1998年）
- 1396年
- 1685 - 1688年
- 1789 - 1793年
- 1877 - 1879年

## エルニーニョ/ラニーニャ発生時の典型的気象
エルニーニョおよびラニーニャの発生時には、世界各地で通常時と比べて異なる傾向の気象が見られる。ただし、先述の通り太平洋熱帯域ではENSOと天候の相関性が高いが、他の地域では他の要因の影響も大きいため一概に下記のようになるとは限らない。日本では後述のインド洋全域昇温・ダイポールモード現象（IOD）等のインド洋の海水温異常や北極振動（AO）の影響を強く受けるほか、ヨーロッパではAOや北大西洋振動（NAO）の影響を強く受けるなどするため、天候の傾向を考える上ではこれらを総合的に判断する必要があるので注意しなければならない。これら複合要因によって変化する天候の変化を予測するため、天候パターンの解明や気候モデルの改良が行われている。
なお、下記の「世界の典型的気象」リストは統計的な傾向を抽出したものに過ぎず、メカニズムが十分に解明されていないなど、ENSOとの因果関係がはっきりしないものが含まれる。

### エルニーニョ

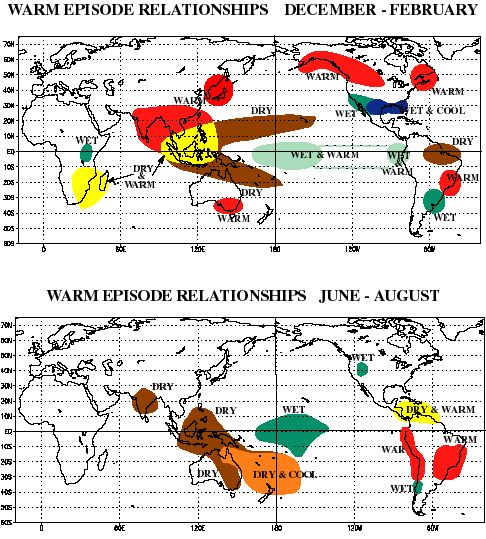
NOAAがまとめたエルニーニョ時の冬（上段）・夏（下段）の天候の特徴図

エルニーニョによって西太平洋赤道域（フィリピン・インドネシア・ミクロネシア付近）の海水温が低くなると、同海域では対流活動が例年より弱くなる。
例年夏季をはさんだ梅雨から秋雨の頃まで日本に晴天をもたらす太平洋高気圧は、主に西太平洋赤道域からの上昇気流が対流圏上層を経由し下降してくるハドレー循環によって勢力を保っている。また、太平洋・日本パターン（PJ）と呼ばれるテレコネクションパターンによって日本付近の気圧の高低がフィリピン付近の気圧の高低と逆になるという連動性がある。よって、対流活動が不活発化すると同地域のハドレー循環が弱まり、衰えた太平洋高気圧の西への張り出しが弱くなる一方、海水温低下により西太平洋赤道域の気圧は高くなり、日本付近は逆に気圧が低くなる。従って、南西からの熱帯モンスーン気団（暖かく湿った空気）の流入やオホーツク海高気圧の張り出し（冷涼な北東気流の流入）が強くなり、日本では低温でくもりや雨が多い夏となる傾向がある。
例年冬季にはシベリア高気圧と周期的に発達しながら日本付近を東進する温帯低気圧の両者が西高東低の気圧配置を作り、日本海側に雪、太平洋側に乾燥した晴れをもたらす。エルニーニョのときには、太平洋・北米パターン（PNA）によってアリューシャン低気圧が勢力を増すため、北極振動による寒気の南下域がアリューシャン列島付近に固定されて日本付近では寒気が入りにくくなる一方で、西太平洋パターン（WP）によって中国大陸からミッドウェー島付近にかけての北西太平洋中緯度で気圧が高くなり、西高東低が弱くなって寒冷な北西季節風が弱まり、日本では全般に暖かく日本海側で晴れが多く太平洋側で曇りや雨雪が多い冬となる傾向がある。

### ラニーニャ

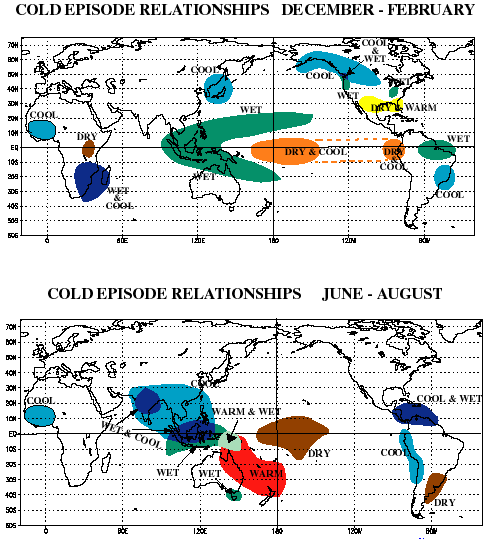
NOAAがまとめたラニーニャ時の冬（上段）・夏（下段）の天候の特徴図

ラニーニャによって西太平洋赤道域（フィリピン・インドネシア・ミクロネシア付近）の海水温が高くなると、同海域では対流活動が例年より強くなる。
夏季には、フィリピン海（フィリピン東方海域）で対流活動が活発化することで気圧が低下する一方、東寄りの太平洋・日本パターン（PJ）によって日本の東にある太平洋高気圧が勢力を強め、北に張り出しやすくなるため、北日本で晴れが多く気温が高い傾向にある一方、対流活動活発化の影響を直接受けて熱帯モンスーン気団（暖かく湿った気流）の流れ込みが強くなり、南西諸島で雨が多い傾向にある。
冬季には、シベリア高気圧が強まる一方でWPによりアリューシャン低気圧が例年より西寄り（日本東方近海）に発達して西高東低の気圧配置が強まり、寒冷な北西季節風も強まって、西日本を中心に気温が低くなり、更に降雪量が増える傾向にある。

## エルニーニョ・南方振動の監視と予測
現在、海上観測、衛星観測などのデータを基に研究機関や公共気象機関が海水温や気圧などの指標を監視している。一部はウェブ上にも公開されている。

### エルニーニョ監視海域
世界の気象機関がエルニーニョ監視のために5つの海域を設定し、その海水温トレンドの統計を取っている。
- NINO.4海域　太平洋西部の海域（5°N-5°S, 160°E-150°W）
- NINO.3海域　太平洋東部の海域（5°N-5°S, 150°W-90°W） - 日本の気象庁がエルニーニョ監視海域に指定している。基準値は上述。
- NINO.1+2海域　ペルー沖（0°-10°S, 90°W-80°W）
- NINO.WEST海域　インドネシア北部の海域（15°N-0°, 130°E-150°E）

### 南方振動指数
SOI（Southern Oscillation Index）。 南太平洋上のタヒチとオーストラリアの都市ダーウィンとの気圧差を指数化したもの。南方振動のレベルを示す値として使われる。エルニーニョ発生時はマイナスを示す傾向にある。

### その他
- 赤道東西風指数 - 太平洋赤道域の貿易風、ウォーカー循環の強さを表す指数。対流圏下層の循環が強いときは上層が弱いという、上下層の相反関係もある。
- 海洋貯熱量 - エルニーニョ・ラニーニャに同期して変化を示す。発生・収束に先行して現れることもあるが、MJOよりは相関性が低い。太平洋・インド洋赤道域0-300 m水温の平年偏差の経度-時間断面図などから変化傾向を割り出す。
- OLR（外向き長波放射）指数 - 対流活動の活発度を示す。エルニーニョ時には太平洋赤道域東部で活発化する一方西部で静穏化する。
- IOBW海域 インド洋熱帯域（20°N-20°S, 40°-100°E）の海面水温 - NINO.3海域の水温に1カ月程度遅れて同様の変化をみせる。エルニーニョの場合、インド洋全域昇温を引き起こす場合があるので重要な監視対象となる。
- マッデン・ジュリアン振動（MJO） - エルニーニョやラニーニャの発生および収束に大きく関連していると考えられている。対流圏上層における速度ポテンシャル平年偏差の経度-時間断面図、対流圏下層における東西風速平年偏差の経度-時間断面図などから変化傾向を割り出す。

## エルニーニョ・南方振動（ENSO）の発見
1903年にインド気象局の長官に指名されたイギリスの数理物理学者ギルバート・ウォーカーは、ちょうど整備され始めた世界各国の長期間の気象データと得意の統計学を用いて、「気象要素相互の時空間的な相関関係を使ってインドモンスーンの予兆を探る」という研究に取り組んだ。彼はスタッフを総動員して膨大なデータ同士の相関計算に取り組み、その相関関係から1928年に発表した3つの大気振動の一つが「南方振動（Southern Oscillation: SO）」だった。ちなみに残りの二つは「北太平洋振動」と「北大西洋振動」である。一方で、1925 - 1926年に強いエルニーニョが起こった際に、たまたま研究のためにペルーを訪れていたアメリカの鳥類学者で自然保護主義者だったロバート・マーフィーは、この影響を広く調査するために南米に気候のための観測網を設立して気象観測を始めた。
当初大気の南方振動と海洋のエルニーニョは、それぞれ大気と海洋の独立した現象と思われていた。ところがこの両者が関連していることを明らかにしたのが、インドネシアのジャカルタにあるオランダ東インド王立磁気気象観測所に勤めていた気象学者ヘンドリク・ベルラーヘである。同観測所では南方振動に関する研究を行っており、ベルラーヘは1926年に東京で開催された第3回太平洋学術会議で発表されたマーフィーの南アメリカ西部での気候観測の結果を手に入れた。彼はこの二つの結果を突き合わせて、大気現象の南方振動と海洋現象のエルニーニョに高い相関があることを発見し、1957年に初めて両者が関連していることを発表した 。これがENSOの発見とされている。
なお、このメカニズムを解明したのはアメリカUCLAの教授だったヤコブ・ビヤクネスである。彼は国際地球観測年（IGY）など観測された海洋のデータを解析し、エルニーニョ時のペルー沖の海面の異常昇温は、貿易風が弱まるのにともなってペルー沖の海洋深層からの冷たい赤道湧昇が止まることで起こるというメカニズムを発表した。ヤコブ・ビヤクネスは海面温度の東西傾度による大気の東西循環がウォーカーによって示された南方振動の主要なメカニズムであったことから、1969年にこの熱帯域の東西方向の大気循環を「ウォーカー循環」と名づけた。

## 類似の現象

### エルニーニョもどき
東京大学の山形俊男が命名した現象で、太平洋中央部の海水温が上がることにより上昇気流が発生することにより太平洋高気圧の勢力が強くなる。2004年夏に日本で発生した猛暑や集中豪雨の原因とみられている。

### 大西洋ニーニョ
数年に一度の頻度で発生する現象で、エルニーニョ現象ほど水温偏差は大きくない。しかし、周辺地域の南アメリカやアフリカの気候への影響は大きく、熱帯域で洪水や干魃を発生させる要因となっているほか、エルニーニョにも影響を与えていることも示唆されている。発生のメカニズムはエルニーニョ現象と同様に、「数年に一度、弱まった貿易風の影響で、西側の暖水が東へと張り出す」タイプと「赤道の北側で海洋表層の水温が通常よりも暖められ、暖められた海水が赤道域に輸送される」があると考えられている。

### ダイポールモード現象
インド洋で、赤道域東部と赤道域西部の海水温・気圧などが相反して変化する現象。ENSOに連動する場合もあるが、単独で発生する場合もある。アフリカ、モンスーンアジア、オセアニアの天候に影響を与える。

### カリフォルニア・ニーニョ/ニーニャ現象
カリフォルニアからバハ・カリフォルニア半島の沿岸に発生する現象で、この海域は海上風と地球の自転の影響により表層の海水が沖合に吹き流され、流された海水を補うために下層から冷水が湧き出す。つまり、この海域の海上風が強くなると海水温は低下し海上風が弱くなると海水温が上昇する。従って、この海域の表層の海水温は低く保たれているが、海上風の強弱の長期的な変動により沿岸域の海面水温の経年変動に偏差が生じる現象。海洋研究開発機構の研究者（袁潮霞、山形俊男）によって命名された。
従来は、エル・ニーニョ/ラ・ニーニャ現象によって引き起こされる現象と考えられていたが、エル・ニーニョ/ラ・ニーニャ現象とは独立した大気海洋結合現象であることが海洋研究開発機構の研究で明らかとなった。

## 影響
米国のコロンビア大学地球研究所の報告によると3年から7年毎に気温上昇や降雨量減少を招くエルニーニョと戦争の周期的な増加の相関が認められるとされる。報告によれば、1950年から2004年までのエルニーニョ南方振動について、175カ国で1年間に25人以上の死者を出した234の内紛（半数以上が1,000人以上の戦死者を出したもの）の発生との相互関係を調査した結果、ENSOの影響を受けた国における内乱の発生する率はラニーニャ発生期間に約3%、エルニーニョ発生期間にはその倍の6%と倍だったものの、ENSOの影響を受けなかった国では、常に2%のままで、エルニーニョは世界中の21%の内紛でその一因となった可能性があり、エルニーニョの影響を受けた国々ではその割合が30%になるとされる。
より貧困な国の方が悪天候によって混乱に陥りやすく、豊かなオーストラリアはENSOに左右されるものの、これまで内紛はないが、ペルーの高地やスーダン南部ではエルニーニョが発生した年から内紛が激化し、長期化へと発展したとされる。